# Franz Meffert
Franz Meffert (* 10. April 1868 in Heilbronn; † 25. April 1944 in Mönchengladbach) war ein deutscher katholischer Theologe und Journalist.

## Leben
Franz Meffert studierte Theologie in Würzburg. Nach der Priesterweihe 1891 war er bis 1896 Kaplan des Bistums Würzburg. Nach der Promotion zum Dr. theol. 1896 in Würzburg wurde er 1897 Pfarrer in Premich bei Bad Kissingen.
Ein großes Anliegen war Meffert eine katholische Apologetik auf der Höhe der Zeit. Im Unterschied zu einem Großteil der älteren katholischen Apologeten (des 16. bis 19. Jahrhunderts), bei denen die kontroverstheologische Auseinandersetzung mit protestantischen Positionen im Mittelpunkt gestanden hatte, ging es Meffert vor allem darum, die Kritik von Sozialisten und Freidenkern am Katholizismus zurückzuweisen. Ab 1902 baute Meffert im Volksverein für das katholische Deutschland eine Apologetische Abteilung auf, die er bis 1921 leitete. Er redigierte die Apologetische Korrespondenz, die er allwöchentlich an 300 katholische Zeitungen im deutschen Sprachraum, darunter die Bistumszeitungen, versandte. Ausgewählte Beiträge veröffentlichte er in einer Buchreihe als Gesammelte apologetische Volksbibliothek.
Zudem war Meffert Redakteur des Freiburger katholischen Kirchenblatts. Im Auftrag der Auswanderer-Hilfe des Caritasverbandes für das katholische Deutschland bereiste Meffert Nordamerika. Während der NS-Diktatur waren seine Möglichkeiten zu publizieren eingeschränkt. Immerhin konnte er eine Broschüre veröffentlichen, in der er die nationalsozialistische Polemik gegen den „Sachsenschlächter“ Karl den Großen richtigstellte.

## Nachlass
Mefferts Nachlass befindet sich im Stadtarchiv Mönchengladbach.

## Ehrungen
1929 wurde Franz Meffert zum päpstlichen Hausprälaten ernannt.

## Schriften (Auswahl)
- Die geschichtliche Existenz Christi. Volksvereins-Verlag, Mönchengladbach 1904.
- Konstantin der Große und die Befreiung des Christentums. Volksvereins-Verlag, Mönchengladbach 1913.
- Bankrott der freidenkerischen Weltanschauung. Volksvereins-Verlag, Mönchengladbach 1914.
- Englands Verbrechen am katholischen Irland. Eine apologetische Studie. Volksvereins-Verlag, Mönchengladbach 1917.
- Das zarische Rußland und die katholische Kirche. Eine apologetische Studie. Volksvereins-Verlag, Mönchengladbach 1918.
- Religion und Krieg. Volksvereins-Verlag, Mönchengladbach 1918.
- Sozialistische Ethik, Kommunismus, Christentum. Volksvereins-Verlag, Mönchengladbach 1919.
- Das Urchristentum. Apologetische Abhandlungen. Volksvereins-Verlag, Mönchengladbach 1920.
- Israel und der alte Orient. Volksvereins-Verlag, Mönchengladbach 1921.
- Der „Kommunismus“ Jesu und der Kirchenväter. Volksvereins-Verlag, Mönchengladbach 1922.
- Erinnerungen an meine Reise durch Mexiko. Selbstverlag 1923.
- „Bibelforscher“ und Bibelforschung über das Weltende. Caritasverlag, Freiburg 1925.
- Caritas und Krankenwesen bis zum Ausgang des Mittelalters. Caritasverlag, Freiburg 1927.
- Die Auferstehung Jesu von den Toten, die Grundlage des Christentums. Saarbrücker Druckerei und Verlag, Saarbrücken 1935.
- Zum Streit um Karl den Großen(= Katholische Volksschriften zu Tagesfragen, Heft 20). Saarbrücker Druckerei und Verlag, Saarbrücken 1935.
- „Es gibt keinen Gott“. Sebaldus-Verlag, Nürnberg 1937.
- Der kommunistische und proletarische Charakter des Urchristentums. Ein Beitrag zur Frage Christentum und Politik. Bitter, Recklinghausen 1946.